# Vladis-Emmerson Illoy-Ayyet
Vladis-Emmerson Illoy-Ayyet, ukr. Владіс-Еммерсон Мішелевич Іллой-Айєт (ur. 7 października 1995 w Odessie) – ukraiński piłkarz pochodzenia kongijskiego, grający na pozycji obrońcy.

## Kariera piłkarska

### Kariera klubowa
Wychowanek klubu Czornomoreć Odessa, barwy którego bronił w juniorskich mistrzostwach Ukrainy (DJuFL). 2 marca 2012 rozpoczął karierę piłkarską w drużynie młodzieżowej Czornomorca Odessa. W lutym 2015 przeszedł do Karpat Lwów, skąd w marcu został wypożyczony do Nywy Tarnopol. 7 sierpnia 2015 podpisał kontrakt z Olimpikiem Donieck. 12 czerwca 2018 przeszedł do Vejle BK.

### Kariera reprezentacyjna
Występował w juniorskiej reprezentacji Ukrainy. W sierpniu 2017 został powołany do reprezentacji Republiki Konga.